# Championnat d'Europe féminin de rink hockey des moins de 19 ans 2005
Navigation
Championnat d'Europe féminin -19 ans 2001 Championnat d'Europe féminin -19 ans 2007
Le championnat d'Europe de rink hockey féminin des moins de 19 ans 2005 s'est déroulé du 2 au 4 décembre 2005 à Gijón en Espagne. Il s'agissait de la deuxième édition expérimentale de la compétition, qui n'a pas été prise en compte dans le comptage des éditions de la compétition. La compétition a été remportée par l'Espagne.

## Participants
Six équipes prennent part à la compétition :
- Allemagne
- Angleterre
- Espagne
- France
- Italie
- Portugal

## Format
Le championnat donne le titre non officiel de champion d'Europe 2005. Il est en effet tenu à titre expérimental et n'est pas reconnu et comptabilisé par la Confédération européenne de roller-skating.
La compétition comprend deux phases successives. La première phase comporte deux groupes de trois équipes, dans lesquels toutes les équipes se rencontrent une fois. Dans la phase suivante, le premier de chaque groupe rencontre le second de l'autre groupe pour le compte des demi-finales. Les deux équipes classées dernières de chaque groupe se rencontrent dans un match de classement pour les cinquième et sixième places. Enfin, les vainqueurs des demi-finales se rencontrent pour désigner l'équipe championne.
Les matches se jouent en deux mi-temps de 20 minutes effectives sur une piste de 40 mètres sur 20 mètres. Lors de la première phase, les équipes se voient attribuer respectivement 3 points, 1 point et 0 point pour une victoire, un nul et une défaite.

## Résultats

### Phase de groupe
Groupe A

L'Allemagne domine ce premier groupe en signant deux victoires contre l'Angleterre (8-1) et la France (3-0). La France se classe deuxième en surclassant l'équipe anglaise (6-1).
| Rang | Équipe     | Pts | J | G | N | P | Bp | Bc | Diff |  | Résultats  |  |     |     |
| ---- | ---------- | --- | - | - | - | - | -- | -- | ---- |  | ---------- |  | --- | --- |
| 1    | Espagne    | 6   | 2 | 2 | 0 | 0 | 11 | 1  | +10  |  | Espagne    |  | 3-0 | 8-1 |
| 2    | France     | 3   | 2 | 1 | 0 | 1 | 6  | 4  | +2   |  | France     |  |     | 6-1 |
| 3    | Angleterre | 0   | 2 | 0 | 0 | 2 | 2  | 14 | -12  |  | Angleterre |  |     |     |

Groupe B

Le Portugal se classe premier de ce deuxième groupe grâce à deux victoires. L'Allemagne au contraire clôt la marche en comptabilisant deux défaites.
| Rang | Équipe    | Pts | J | G | N | P | Bp | Bc | Diff |  | Résultats |  |     |     |
| ---- | --------- | --- | - | - | - | - | -- | -- | ---- |  | --------- |  | --- | --- |
| 1    | Portugal  | 6   | 2 | 2 | 0 | 0 | 10 | 4  | +6   |  | Portugal  |  | 5-3 | 5-1 |
| 2    | Italie    | 3   | 2 | 1 | 0 | 1 | 8  | 9  | -1   |  | Italie    |  |     | 5-4 |
| 3    | Allemagne | 0   | 2 | 0 | 0 | 2 | 5  | 10 | -5   |  | Allemagne |  |     |     |

### Tableau final
En demi-finale, les deux équipes favorites portugaise et espagnole se défont de leurs homologues française (4-1) et italienne (8-1). La finale, un classique Portugal-Espagne, tourne à l'avantage de l'équipe locale (2-1).
L'équipe féminine espagnole remporte le titre de championne d'Europe officieuse des moins de 19 ans.
|  | Demi-finales | Demi-finales |          |   | Finale | Finale |
|  | Demi-finales | Demi-finales |          |   | Finale | Finale |
|  |              |              |          |   |        |        |
|  |              |              |          |   |        |        |
|  |              |              |          |   |        |        |
|  | France       | 1            |          |   |        |        |
|  | France       | 1            |          |   |        |        |
|  | Portugal     | 4            |          |   |        |        |
|  | Portugal     | 4            | Portugal | 0 |        |        |
|  |              |              | Portugal | 0 |        |        |
|  |              | Espagne      | 2        |   |        |        |
|  | Espagne      | Espagne      | 2        | 8 |        |        |
|  | Espagne      |              |          | 8 |        |        |
|  | Italie       | 1            |          |   |        |        |
|  | Italie       | 1            | 3e place |   |        |        |
|  |              |              |          |   |        |        |
|  |              |              |          |   |        |        |
|  |              |              |          |   |        |        |
|  | France       | 1            |          |   |        |        |
|  | France       | 1            |          |   |        |        |
|  | Italie       | 2            |          |   |        |        |
|  | Italie       | 2            |          |   |        |        |

Match de classement

Dans le match de classement pour désigner les deux dernières places, l'Allemagne sauve l'honneur en battant l'Angleterre (3-1).
| 4 décembre 2005 | Angleterre | 1–3 | Allemagne |  |  |
|                 |            |     |           |  |  |

## Classement final
| # | Équipe     |
| - | ---------- |
| 1 | Espagne    |
| 2 | Portugal   |
| 3 | Italie     |
| 4 | France     |
| 5 | Allemagne  |
| 6 | Angleterre |